# كورتيس ماركهام
كورتيس ماركهام (بالإنجليزية: Curtis Markham)‏ هو سائق سباق أمريكي، ولد في 21 سبتمبر 1959 في ريتشموند في الولايات المتحدة.